# Círculo de Estudo Pensamento e Ação
Círculo de Estudo Pensamento e Ação (CEPA), foi fundado em 13 de junho de 1951, por Germano Machado, hoje em dia conta com mais de 60 anos de existência, e tem como missão de promover eventos culturais, na Bahia, através de palestras, pesquisas, conferências, projeção de filmes, etc. Também tem um editorial para edição de livros, jornais e revista. Passaram pelo CEPA grandes nomes como, por exemplo, o cineasta Glauber Rocha.